# Верхний Яшкуль
Ве́рхний Я́шкуль (калм. Деед Яшкул) — посёлок в Целинном районе Калмыкии, административный центр Верхнеяшкульского сельского муниципального образования. Расположен в долине реки Яшкуль, в 17 км к северо-западу от села Троицкое.
Население — 582 человек (2014)

## История
Дата основания оседлого поселения не установлена. До образования посёлка в этих местах кочевали представители калмыцкого рода «хашханар». По легенде давным-давно на небольшой возвышенности Хаш жил парень. Его покровительницей была богиня Отче-бабушка. Она помогла ему переселиться вниз к людям и завести свою семью. У Хаши родилось семь сыновей, от которых пошли родовые ветви Хашханар: Бадругуд, Бааждуд, Чолутихн, Чавгуд, Киттюд, Сээдюд, Момлогуд.
Предположительно оседлое поселение формируется в начале XX века. В этот период территория современного посёлка относилась к Яшкульскому аймаку Манычского улуса Калмыцкой степи Астраханской губернии. В 1913 году при аймачном правлении открывается Яшкульская ссудо-сберегательная касса.
Верхнеяшкульский сельсовет был образован в составе Центрального улуса Калмыкии в 1930-е годы. В 1934 году в Верхнем Яшкуле была открыта начальная школа. В 1938 году сельсовет был передан в состав образованного за счёт разукрупнения Центрального улуса Троицкого улуса Калмыкии.
В годы Великой Отечественной войны посёлок был кратковременно оккупирован.
28 декабря 1943 года население было депортировано по национальному признаку — калмыки. Посёлок, как и другие населённые пункты Троицкого улуса был передан в состав Астраханской области, в 1952 году — в состав Ставропольского края.
В 1944 году на территории посёлка Верхний Яшкуль был создан каракулеводческий совхоз «Западный» Степновского района Астраханской области. При совхозе открылась Западная начальная школа.
В 1956 году в посёлок начали возвращаться калмыки. В 1961 году посёлку было возвращено название Верхний Яшкуль. В 1964 году была сдана первая очередь Верхнеяшкульского водозабора. Спустя 10 лет, в 1974 году, была сдана 2-я очередь Верхне-Яшкульского водозабора с восемью скважинами. В 1968 году был вновь организован Верхне-Яшкульский сельский Совет. В 1969 году Верхнеяшкульская школа стала восьмилетней.
В 1972 году школа стала средней. В 1976 году было построено новое типовое здание школы.

## Физико-географическая характеристика
Посёлок расположен в пределах Ергенинской возвышенности, являющейся частью Восточно-Европейской равнины, в долине реки Яшкуль. Средняя высота над уровнем моря — 93 м. Рельеф местности равнинный. Большая часть посёлка расположена на правом берегу реки Яшкуль. На левом берегу расположен лишь включаемый в состав Верхнего Яшкуля посёлок санаторной школы, также расположенный ниже по течению реки.
По автомобильной дороге расстояние до столицы Калмыкии города Элиста составляет 30 км, до районного центра села Троицкое — 17 км. К посёлку имеется асфальтированный подъезд от федеральной автодороги Волгоград — Элиста Р22 (8,3 км).
Согласно классификации климатов Кёппена-Гейгера посёлок находится в зоне континентального климата с относительно холодной зимой и жарким летом (индекс Dfa). В окрестностях посёлка распространены светлокаштановые почвы различного гранулометрического состава в комплексе с солонцами.
В посёлке, как и на всей территории Калмыкии, действует московское время.

## Население
В конце 1980-х в Верхнем Яшкуле проживало около 1000 жителей.
| 2002 | 2010 | 2011 | 2012 | 2014 |
| ---- | ---- | ---- | ---- | ---- |
| 709  | ↘549 | ↗582 | ↘577 | ↗582 |

Национальный состав
Согласно результатам переписи 2002 года большинство населения посёлка составляли калмыки (77 %)

## Известные уроженцы, жители
Гасанов, Шамиль Русланович —  чемпион мира по Джиу-джитсу (2017), серебряный призёр Чемпионата России по Грэпплингу (2019), бронзовый призёр Чемпионата Европы по Грэпплингу (2019), чемпион лиги ProFC (2022).

## Экономика
Основными сферами занятости являются сельское хозяйств и коммунальное хозяйство. На территории посёлка расположен Верхнеяшкульский водозабор (31 скважина), снабжающий водой город Элисту и Экспериментальное хозяйство Калмыцкого НИИ сельского хозяйства.

## Социальная инфраструктура
В посёлке имеется несколько магазинов, дом культуры и библиотека. Медицинское обслуживание жителей села обеспечивают врачебная амбулатория и Целинная центральная районная больница. Ближайшее отделение скорой медицинской помощи расположено в Троицком. Среднее образование жители села получают в Верхнеяшкульской средней общеобразовательной школе, также в посёлке расположена Верхнеяшкульская санаторная школа-интернат
Посёлок электрифицирован, газифицирован, имеется система централизованного водоснабжения

## Экологическая ситуация
Работа Верхнеяшкульского водозабора привела к резкому снижению уровня грунтовых вод и практически полному пересыханию реки Яшкуль в границах посёлка.
Общая площадь снижения уровня подземных вод под воздействием водоотбора составляет порядка 40 км.